# A6 (Roemenië)
De A6 of Autostradă Sudului is een geplande autosnelweg in Roemenië. Hij zou het Banaat en het zuidwesten van Roemenië met de hoofdstad Boekarest gaan verbinden.
Deze snelweg heeft een lengte van 11,4 km tussen Balinț (aansluiting met de A1) en Lugoj.

## Traject
Het geplande traject van west naar oost: Lugoj, Drobeta-Turnu Severin, Calafat, Craiova, Alexandria, Boekarest.